# Werner Waddey
Werner Waddey (* 22. März 1946 in Viersen; † 5. Juli 2017 in Mönchengladbach) war ein deutscher Fußballspieler, der im Jahre 1965 als Spieler von Borussia Mönchengladbach die Meisterschaft in der Fußball-Regionalliga West und den Aufstieg in die Fußball-Bundesliga feiern konnte.

## Laufbahn
Der vom 1. FC Viersen gekommene Offensivspieler Werner Waddey wurde als A-Jugendspieler des 1. FC Mönchengladbach im März 1964 zu drei Einsätzen in die Deutsche Jugendnationalmannschaft berufen. In den Niederlanden kam er in den zwei Gruppenspielen im UEFA-Juniorenturnier an der Seite von Hans-Hubert Vogts und Franz Beckenbauer in den Spielen gegen Schweden und die Niederlande zum Einsatz. Der technisch beschlagene Linksfüßer nahm zur Runde 1964/65 das Angebot von Borussia Mönchengladbach an und wechselte in die Regionalliga West.
Unter der Trainingsleitung von Hennes Weisweiler gewann die Bökelberg-Elf im Westen die Meisterschaft und setzte sich auch in der Aufstiegsrunde zur Bundesliga durch. Das 19-jährige Talent bestritt alle 34 Regionalligaspiele – nur noch Mittelstürmer Bernd Rupp kam auf die gleiche Anzahl – und war auch in allen sechs Spielen in der Aufstiegsrunde für Gladbach im Einsatz. Die "Fohlen" stürmten mit der Angriffsbesetzung Herbert Laumen, Jupp Heynckes, Bernd Rupp, Günter Netzer und Waddey in die Bundesliga. In der ersten Bundesligasaison 1965/66 absolvierte Waddey 15 Spiele. Der Neuzugang Gerhard Elfert von Arminia Hannover wurde zu seinem sportlichen Konkurrenten im linken Mittelfeld oder am linken Flügel. Nachdem Waddeys sportliche Entwicklung nicht mehr dem Tempo der weiteren Konkurrenz – Herbert Wimmer, Peter Dietrich, Klaus Ackermann – standhalten konnte, beendete Waddey mit dem Einsatz am 6. April 1968 bei Borussia Neunkirchen seine Laufbahn in der Fußball-Bundesliga. In drei Spielzeiten hatte er 22 Spiele absolviert.
Ab der Runde 1968/69 spielte er dann wieder in der Regionalliga West, zuerst zwei Runden beim Bonner SC, danach weitere zwei Spieljahre bei Fortuna Köln und Arminia Gütersloh. Von 1968 bis 1974 absolvierte der ehemalige Jugendnationalspieler 168 Regionalligaspiele und erzielte dabei dreizehn Tore.